# 疏鳞莎草
疏鳞莎草（学名：Cyperus mitis）是莎草科莎草属的植物。分布于中国大陆的云南等地，生长于海拔780米的地区，多生在沟边，目前已由人工引种栽培。